# Ricinodendron heudelotii
Ricinodendron heudelotii là một loài thực vật có hoa trong họ Đại kích. Loài này được (Baill.) Heckel miêu tả khoa học đầu tiên năm 1898.

## Hình ảnh

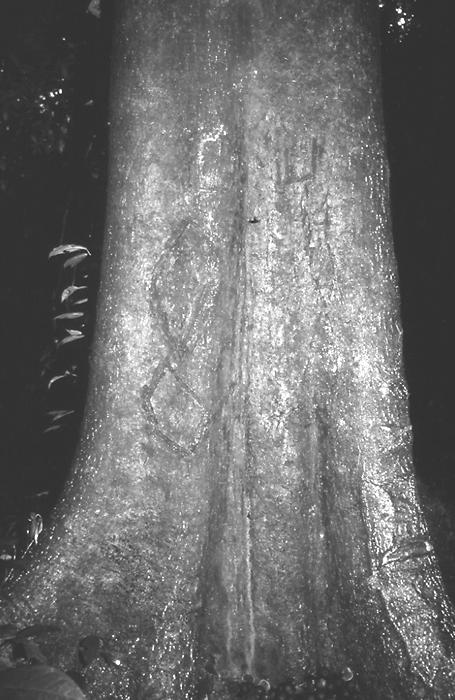